# Burt Rutan
Pour les personnes ayant le même patronyme, voir Rutan.
Elbert Leander Rutan ou  Burt Rutan est un ingénieur aéronautique né le 17 juin 1943 à Portland aux États-Unis. 
Ses premières créations sont des avions de configuration canard destinés à la construction amateur. 

## Biographie
Burt Rutan obtient son diplôme d'ingénieur aéronautique à l'Université d'État polytechnique de Californie en 1965. Il travaille pour l'US Air Force de 1965 jusqu'à 1972 comme ingénieur d'essais en vol à Edwards en Californie. En mars 1972, il devient directeur du Bede Test Center (mise au point de l'avion BD-5) pour la firme Bede Aircraft à Newton, au Kansas. 
Son frère pilote, Dick Rutan, a réalisé le tour du monde sans escale avec Jeana Yeager à bord du Voyager dessiné par Burt.
Burt est marié à Tonya Rutan et ensemble ils ont deux enfants.
En 1968, il commence à titre privé la construction d'un prototype d'avion-canard non conventionnel qu'il a dessiné pendant ses études : le VariViggen, inspiré du chasseur suédois Saab 37 Viggen. Pour tester l'aérodynamique du projet, il monte un modèle réduit sur le toit d'une voiture et effectue ainsi ses propres mesures de « soufflerie », sur des routes peu fréquentées. L'avion est terminé en 1972 et présenté à la réunion annuelle de l'Experimental Aircraft Association (EAA) à Oshkosh. En 1973, il se prépare à en diffuser les plans.

### Rutan Aircraft Factory
En juin 1974, Burt Rutan quitte le Bede Test Center et s'installe à Mojave, Californie. C'est le véritable départ pour la Rutan Aircraft Factory (RAF) qu'il avait créé dès 1969. Il lance la première RAF Newsletter, Vari Viggen News, qui deviendra plus tard le Canard Pusher. À Mojave, il découvre la technique du composite et l'applique à la fabrication des ailes de son Vari Viggen, puis à son deuxième prototype très innovant et performant, le VariEze, présenté en 1975 à Oshkosh (la réunion annuelle des constructeurs amateurs américains), ce qui le fera connaître dans le monde entier. Cet avion sera suivi par toute une série, en particulier le Quickie, le Defiant, le Long-EZ, et le Voyager, l'avion du premier tour du monde sans escale. 
- Réalisations RAF :
- model 27 VariViggen, 1972, canard biplace en tandem, construction en bois et contreplaqué
- model 28 Mini-Viggen, 1974, monoplace canard en aluminium, fuselage de BD-5, abandonné en cours de construction
- model 31 VariEze prototype, 1975, canard biplace en tandem équipé de winglets, construction en composite
- model 32, VariViggen SP, avec ailes en composites et winglets
- model 33 VariEze modifié pour la construction amateur
- model 35 Nasa Ames AD/1, 1981, démonstrateur d'aile à géométrie variable
- model 40 Defiant, 1978, prototype quadriplace, bimoteur push-pull
- model 49, Low Cost Single Place, projet de canard à faible puissance (20 ch) > model 54
- model 54 Quickie, 1978, monoplace de faible puissance, ailes en tandem, précurseur du Q2 et du Dragonfly
- model 58, Advanced Technology Predator, projet à ailes jointes
- model 61 Long-EZ, 1979, biplace canard en composite dérivé du VariEze ; c'est son modèle le plus construit
- model 68 Amsoil Racer, 1981, avion de course biplan à ailes en tandem comme le Quickie
- model 72 Grizzly, 1982, avion expérimental STOL (décollage/atterrissage court)
- model 73 NGT Trainer, 1981, prototype militaire d'entrainement échelle 0.62 pour essais par AMES / Fairchild
- model 74 Defiant, 1984, dossier de plans pour la construction amateur (participation Fred Keller)
- model 76 Voyager, 1983 - 1984, l'avion du tour du monde sans escale
- model 77 Solitaire, motoplaneur canard monoplace à moteur rétractable

- Réalisations en collaboration avec la RAF :
- Puffer Cozy (CO-Z), biplace côte à côte dérivé du Long-EZ
- Ganzer Gemini, biplace bimoteur dérivé du Defiant

En juillet 1985, Rutan arrête la vente de plans aux constructeurs amateurs et se consacre entièrement à son activité de conception, de réalisation et d'essais en vol de prototypes.

### Scaled Composites
En janvier 1982, à la suite du projet 35 et pour accompagner le projet 73 établi pour le Nasa Ames Research Center, Rutan fonde la compagnie Scaled Composites, Inc. (Scaled = Scaled Composites: Advanced Link to Efficient Design). Il prend la direction technique de cette société destinée à concevoir, construire et tester en vol des prototypes « proof of concept » (démonstrateur). Beech Aircraft rachète la compagnie en 1985 (Rutan étant alors un vice-président de Beech). Par la suite Beech abandonne la construction du Starship (performances insuffisantes, trop cher à construire) et se retire de Scaled Composites en 1988. La société est reprise par Wyman-gordon Company en 1989, revendue à des investisseurs privés (dont Rutan) en 2000, puis rachetée par Northrop Grumman (qui en détenait déjà 40 %) en juillet 2007. La compagnie emploie 130 à 160 personnes sur l'aéroport de Mojave.

#### Vol dans l'espace
Le projet le plus connu de Scaled Composites, lauréat du concours X-Prize pour le premier vol dans l'espace réalisé par une entreprise privée, est un système à deux étages : d'une part un avion porteur à réaction, le White Knight, d'autre part un avion fusée, le Space Ship One ou SS1.

#### Autres réalisations
- model 78-1, projet d'avion de transport pour 32 passagers, canard, bimoteur push-pull sur la dérive[2]
- model 81 Catbird (en), 1987, monomoteur rapide à cinq places, 3 surfaces, moteur à l'avant. Projet démarré au sein de la RAF, mis de côté pour construire le Voyager, repris par Beech et finalement racheté par Rutan. Il a remporté la CAFE 400 race en 1988[3],[4],[5]
- model 89 avant-projet 3 surfaces (abandonné) du modèle 115
- model 91>97 Lotus Microlight, 1983, ULM biplace canard
- model 115 Beechcraft Starship, 1983, démonstrateur d'avion d'affaires canard à l'échelle 0.85
- model 120 Predator, 1984, version finale d'un avion « 3 surfaces » de travail agricole
- model 133 ATTT ou AT-3, 1986, Advanced Tactical Trainer and Transport, bimoteur d'entraînement, échelle 0.62
- model 143 Triumph, 1988, avion d'affaires à huit places, bimoteur à réaction
- model 144 CM-44, 1987, Long-EZ modifié en drone
- model ... Wing mast, 1988, Voilure rigide du catamaran US-1 Stars & Stripes pour la Coupe America
- model ... Teledyne Ryan 410, 1988, drone à hélice propulsive, bipoutre
- model ... Teledyne Ryan 350, 1988, drone à réaction + fusée de décollage
- model 151 Ares, 1990, monoplace militaire, asymétrique (une entrée d'air à gauche)
- model ... Pegasus, 1990, fusée porteuse de satellites lancée à haute altitude par un bombardier B-52
- model 158 Pond Racer, 1991-1993, avion de course bimoteur
- model 170 Bell Helicopter, hélicoptère à rotors basculants
- model 175 B-2 Model, 1989, Northrop B-2 échelle 0.4
- model 191, Toyota Lima2, quadriplace conventionnel
- model 202 Boomerang, 1996, bimoteur asymétrique, bi-fuselage
- model 226 Raptor, 1993, AUV haute altitude
- model 231 Bell TR911X, hélicoptère à rotors basculants suite  model 170
- model 247 VisionAire Vantage, jet d'affaires monomoteur, aile en flèche inverse
- model 271 Williams V-Jet I et II, 1997, jet d'affaires mono > bimoteur
- model 276 X-38 Space Lifeboat, 1998, véhicule de secours pour station spatiale
- model 281 Proteus, 1999, avion militaire multi-missions à haute altitude
- model 287 NASA/ERAST Alliance
- model 301 Vectris Pronto (Eclipse 500), jet bimoteur d'affaires
- model 302 TAA-1, 2002, quadriplace pour Toyota Aircraft
- model 309 démonstrateur bimoteur push-pull de l'avion Adam A500[6]
- model 311 GlobalFlyer, 2004, monoplace à réaction, vol autour du monde en solitaire (Steve Fossett) en mars 2005, record de distance (40 707 km) en 2006
- model 316 Space Ship One, devenu en 2004 le premier engin privé avec pilote (Mike Melvill) à réaliser un vol suborbital.
- model 318 White Knight, l'avion porteur du Space Ship One
- model 326 Pegasus, 2001, drone pour Northrop Grumman
- model 348 Spaceship/Virgin White Knight Two
- model 355 Northrop Grumman Firebird OPV
- model 367 Bipod, avion routier biplace bi-fuselage à ailes repliables[7]

### Rutan Pyramid House
Burt Rutan a fait construire en 1989 dans le désert de Mojave une maison à très faible besoin énergétique, de forme pyramidale et semi enterrée.

### Rutan et le réchauffement climatique
Burt Rutan conteste l'ampleur, les causes et les effets du réchauffement climatique. 